# Мадисон (округ, Техас)
Округ Мадисон (англ. Madison county) — округ штата Техас Соединённых Штатов Америки. На 2000 год в нем проживало 12 940 человек. По оценке бюро переписи населения США в 2009 году население округа составляло 13 333 человек. Окружным центром является город Мадисонвилл.

## История
Округ Мадисон был сформирован в 1853 году. Он был назван в честь Джеймса Мэдисона, 4-го президента США.

## География
По данным бюро переписи населения США площадь округа Мадисон составляет 1224 км², из которых 1216 км² — суша, а 8 км² — водная поверхность (0,59 %).

### Основные шоссе
- Федеральная автострада 45
- Шоссе 190
- Автострада 21
- Автострада 75
- Автострада 90
- Автострада OSR

### Соседние округа
- Лион (север)
- Хьюстон (северо-восток)
- Уолкер (юго-восток)
- Граймс (юг)
- Бразос (юго-запад)